# Check Point
Check Point Software Technologies Ltd. ist als Softwareunternehmen bekannt für seine Firewall- und VPN-Produkte. Das Unternehmen wurde 1993 in Ramat Gan, Israel, von Gil Shwed, Marius Nacht und Shlomo Kramer gegründet und beschäftigte 2019 5258 Mitarbeiter. Der internationale Hauptsitz sowie die Entwicklung befinden sich in Tel Aviv.
Nach Firmenangaben nutzen alle Fortune-100- und Global-100-Unternehmen Sicherheitslösungen des Unternehmens, sodass es einen eigenen amerikanischen Hauptsitz, ansässig in San Carlos (Kalifornien), unterhält.

## Börsengang und Hauptaktionäre
Seit dem 5. Juli 1996 ist das Unternehmen an der US-Börse NASDAQ gelistet. Gil Shwed (Chief Executive Officer) mit 17,3 % und Marius Nacht (Chairman of the Board) mit 12,1 % der Aktien sind (Stand: Ende 2015) die einzigen Aktionäre mit einem Anteil von mehr als 5 %.
2003 wurde eine class action-Klage gegen Check Point wegen Verletzung des Securities Exchange Act eingereicht, weil das Unternehmen seinen Aktionären wichtige Informationen über seine wirtschaftliche Situation vorenthalten habe. 2006 wurde diese Klage durch einen Vergleich beigelegt; der dabei von Check Point zu zahlende Betrag in Höhe von 13 Millionen Dollar wurde von einer Versicherung übernommen.

## Historie
Check Point sicherte sich 2000 eine 60-%-Beteiligung an SofaWare Technologies durch den Erwerb entsprechender Wandelanleihen und kaufte 2004 die Firma Zone Labs für etwa 205 Millionen Dollar.
Im Oktober 2005 versuchte Check Point, Sourcefire mitsamt dessen Intrusion Prevention System (IPS) namens Snort zu übernehmen. Der Kaufpreis wurde mit etwa 225 Millionen US-Dollar angegeben. Der Kauf scheiterte Anfang 2006 am Widerstand der US-Regierung. Ende 2006 gelang dem Marktführer schließlich doch, sein Portfolio um eine IPS-Komponente zu erweitern, indem es den US-amerikanischen Hersteller NFR für 20 Millionen Dollar erwarb. Im Januar 2007 folgte das schwedische Unternehmen Pointsec (durch die Übernahme von dessen schwedischem 100-%-Besitzer Protect Data AB für etwa 586 Millionen Dollar), das Software für Festplattenverschlüsselung und die Kontrolle externer Geräte (z. B. USB-Stick, iPod usw.) entwickelt.
Im Dezember 2008 übernahm Check Point den Bereich Sicherheitstechnik von Nokia für 54,037 Millionen Dollar; Check Point erweiterte damit sein bisheriges Portfolio um weitere Hardwarelösungen und kann dabei auf das Fachwissen des langjährigen Partners Nokia zurückgreifen. Im November 2009 erwarb Check Point eine Datenbank mit Klassifikationen und Signaturen für Software-Anwendungen von FaceTime Communications, Inc für einen nicht genannten Betrag, um deren Informationen in sein Unified Security Gateway zu integrieren. Im Juni 2010 kaufte Check Point den privat geführten US-amerikanischen Data-Security-Anbieter Liquid Machines, einen Marktführer für digitale Rechteverwaltung in Unternehmen, für etwa 14 Millionen Dollar. Im November 2011 baute Check Point sein im Frühjahr 2011 vorgestelltes 3D-Security-Konzept durch die Akquisition des israelischen GRC-Anbieters Dynasec für etwa 15 Millionen Dollar weiter aus.
Nach einer längeren Pause setzte Check Point im Jahr 2015 seine Expansion mit der Übernahme der beiden israelischen Unternehmen Hyperwise Ltd. (Entwickler einer Threat-Prevention-Maschine auf CPU-Ebene) und Lacoon Mobile Security Ltd. (cloud-basierte Analyseplattform zur Erkennung von Sicherheitsbedrohungen auf Android- und iOS-Geräten, Kaufpreis etwa 80 Millionen Dollar) fort.
Ende Mai 2024 erfolgte eine Spear-Fishing-Attacke auf die Konrad-Adenauer-Stiftung durch ein Check-Point-Produkt. Ende Juni des Jahres wurde die Friedrich-Naumann-Stiftung auf gleichem Wege Opfer eines Angriffs.

## SofaWare-Rechtsstreit
SofaWare Technologies wurde 1999 als Kooperation zwischen Check Point und den beiden SofaWare-Gründern Adi Ruppin und Etay Bogner etabliert mit der Absicht, Check Points bisherige Zielgruppe (Großunternehmen) auf kleinere Unternehmen und Privatkunden auszudehnen. SofaWares Mitgründer Adi Ruppin verkündete, sein Unternehmen wolle die Technologie erschwinglich und einfach anwendbar machen und dadurch den Endbenutzern die Belastung ersparen, sich detailliert mit Systemsicherheit befassen zu müssen. 2001 begann SofaWare mit dem Vertrieb von Firewall-Appliances der Marke SofaWare S-Box, 2002 folgten die Sicherheits-Appliances Safe@Office und Safe@Home unter der Marke Check Point. Bis Ende 2002 waren die Umsätze mit SofaWares Safe@Office Firewall/VPN Appliances deutlich gestiegen und SofaWare mit einem Marktanteil von 38 % zum Weltmarktführer bei Firewall/VPN im Preissegment bis 490 Dollar aufgestiegen.
Nach dem Abschluss der Unternehmensbeteiligung verschlechterte sich die Beziehung zwischen Check Point und den SofaWare-Gründern nachhaltig. Etay Bogner, Mitgründer von SofaWare, beantragte 2004 gerichtlich einen shareholder derivative suit  basierend auf dem Vorwurf, Check Point würde SofaWare keine angemessene Vergütung für seine Verwendung von SofaWare-Produkten und -Technologien entrichten. Er gewann diese Klage letztinstanzlich und Check Point wurde dazu verurteilt, wegen Vertragsbruch 13 Millionen Schekel an SofaWare zu zahlen. 2006 entschied der Bezirksrichter des Distrikts Tel Aviv, dass Bogner Check Point stellvertretend verklagen (sue by proxy) könne in Höhe von 5,1 Millionen Dollar an mutmaßlichem Schaden, zahlbar an SofaWare. Bogner behauptete, Check Point lege als 60-%-Eigentümer von SofaWare ein "aggressives Verhalten" an den Tag und halte Gelder zurück, die SofaWare für die Benutzung seiner Technologien und Produkte zustünden. Check Point ging gegen diese Entscheidung in Berufung, unterlag dort aber erneut.
In 2009 entschied das oberste Gericht Israels, dass die Gruppe der Unternehmensgründer von SofaWare (einschließlich Bogner) ein Vetorecht gegenüber jeder Entscheidung von SofaWare besitze; dieses Recht könne jedoch nur gemeinsam ausgeübt werden, ggf. durch Mehrheitsentscheid seiner drei Mitglieder.
2011 einigte sich Check Point mit SofaWare auf die Beendigung aller diesbezüglichen Streitigkeiten, indem das Unternehmen die von Bogner und Ruppin gehaltenen Anteile erwarb und mit dem Kauf der noch ausstehenden Aktien begann, wodurch SofaWare zu einem hundertprozentigen Tochterunternehmen von Check Point wurde.

## Wichtigste Produkte
Die Produkte wurden 2021 in vier Kategorien aufgeteilt: Quantum, CloudGuard, Harmony und Infinity
Quantum enthält die klassischen physikalischen Security Gateways und Appliances
CloudGuard fasst alle Produkte zusammen die zum Schutz von Cloud Services genutzt werden können.
Harmony beinhaltet alle Produkte die Benutzer und deren Geräte schützen
Infinity beinhaltet das Management und die zentrale Steuerung der Produkte

## Ehemalige Produktnamen
| Programm                | Beschreibung |
| ----------------------- | --- |
| VPN-1                   | VPN Software, die unter Windows, Solaris, Red Hat Enterprise Linux, mit dem firmeneigenen linuxbasierten Betriebssystem SecurePlatform und mit dem firmeneigenen Gaia (Integration zwischen SecurePlatform und Nokia IPSO) sowie als Security Appliance, z. B. von Nokia, betrieben werden kann. |
| UTM-1                   | VPN-Appliance mit SecurePlatform als Betriebssystem |
| UTM-1 Edge              | Unified Threat Management Appliance |
| Provider-1              | Zentrale Verwaltung mehrerer SmartCenter-Server |
| SecureClient/SecuRemote | Desktop-VPN-Lösung mit bzw. ohne integrierter Firewall |
| Total Security          | verschiedene Endpoint-Security-Produkte |
| Connectra               | SSL-VPN Gateway (Sicherheitslücken: 2007, 2011) |
| Integrity               | Desktop-Sicherheitssoftware |
| Safe@Office             | Internet Security Appliance |
| ZoneAlarm               | Desktop-Firewall |
| InterSpect Internal     | Network Security Appliance |
| Eventia Analyzer        | Echtzeitanalyse der Logdateien auf mögliche Angriffe |
| Eventia Reporter        | Historische Auswertung der angefallenen Logdateien |
| Full Disk Encryption    | Festplattenverschlüsselung für Laptops und Desktop-PCs (Windows, Mac OS X, Linux) mit Pre-Boot Authentication (ehemals Pointsec) |

Die FireWall-1/Virtual Private Network|VPN-1-Suite besitzt, neben der erstmaligen Umsetzung einer Stateful-Packet-Inspection-Implementation, folgende Merkmale:
- Zentrale, grafische Regel- und Richtlinienverwaltung
- Integrierbarkeit aller Check-Point-Produkte und vieler anderer Firewall- oder Paketfilterlösungen, z. B. IOS-Router von Cisco
- Eine offene Erweiterungs-API und -Gemeinschaft OPSEC, über die z. B. mit dem Content Vectoring Protocol oder dem URL Filtering Protocol Viren- und Content-Scanner verschiedenster Hersteller angebunden werden können
- Eine eigene gehärtete Linux-Distribution (SecurePlatform) auf Basis von Red Hat Enterprise Linux

## Zertifizierung
Das Unternehmen bietet folgende Zertifizierungen an:
| Abkürzung       | Bedeutung                                                                                |
| --------------- | ---------------------------------------------------------------------------------------- |
| CCSPA           | Check Point Certified Security Principles Associate                                      |
| CCSA            | Check Point Certified Security Administrator                                             |
| CCSE            | Check Point Certified Security Expert (vormals Engineer)                                 |
| CCSE Plus       | Check Point Certified Security Expert Plus (wird nicht mehr angeboten)                   |
| CCSI            | Check Point Certified Security Instructor (abgelöst durch CompTIA CTT+)                  |
| CCMSE           | Check Point Certified Managed Security Expert                                            |
| CCMSE Plus VSX  | Check Point Certified Managed Security Expert Plus VSX                                   |
| CPCS Integrity  | Check Point Certified Specialist Integrity                                               |
| CPCS Interspect | Check Point Certified Specialist – InterSpect                                            |
| CPCS Connectra  | Check Point Certified Specialist – Connectra                                             |
| CPCS IPS-1      | Check Point Certified Specialist IPS-1                                                   |
| CPCS Pointsec   | Check Point Certified Specialist Pointsec                                                |
| CCEPA           | Check Point Certified Endpoint Administrator                                             |
| CCEPE           | Check Point Certified Endpoint Expert                                                    |
| CCMA            | Check Point Certified Master Architect (wird nicht mehr angeboten – abgelöst durch CCSM) |
| CCSM            | Check Point Certified Security Master                                                    |